# Pero Eanes
Pero Eanes (fl. XIII secolo) è stato un trovatore galiziano, attivo nella prima metà del XIII secolo.
Fu membro da famiglia nobile galiziana dei Marinho e fratello dei trovatori Osoiro Eanes e Martin Eanes. È autore di una cantiga de amor in risposta a un'altra di Johan Airas. 